# PTV Telecom
PTV Telecom, es la marca comercial del operador integrado de telecomunicaciones Procono SA, propiedad del Grupo Empresarial Carrillo que ofrece servicios de telefonía fija, Internet, televisión y telefonía móvil

## Historia
Procono (legalmente, Procono SA) nació en Córdoba en julio de 1983. En sus inicios, la empresa fundada por Antonio Carrillo Baeza (Alcalá la Real, 1950) tenía como objeto la actividad comercial en distintos ámbitos.

### Vídeo comunitario
En 1985, Procono se inició en el sector de las telecomunicaciones e inauguró, también en Córdoba, su primer vídeo comunitario. Para ello, instaló pequeñas redes de cable coaxial en las manzanas de los edificios, para la emisión de películas y programas de producción propia.
Muy pronto, comenzó el despliegue por otros municipios: Ese mismo año (1985) llegó a la Comunidad de Madrid (Alcalá de Henares, Fuenlabrada, Parla, Móstoles, San Cristóbal de los Ángeles y Torrejón de Ardoz), en verano de 1986 a Málaga, unos meses más tarde a Sevilla, en primavera de 1987 a Valencia y en 2018 a Écija.

### PTV Cable
A principios de 1990, Procono se transforma en PTV Cable y reconvierte su red, con la instalación de cable coaxial de 450 MHz, lo que le permite transportar medio centenar de señales de televisión (canales temáticos e internacionales).

### Operador integrado de telecomunicaciones
- El 28 de diciembre de 1999, PTV Telecom comienza a ofrecer servicio telefónico fijo.

- Año y medio más tarde (5 de julio de 2001), la CMT amplía esta licencia, autorizando igualmente la prestación de servicios de televisión y radiodifusión.

- En 2002, comienza a desplegar su red de fibra óptica. HFC.

- En 2008, inició la migración hacia una red de próxima generación.[2]

- En 2014, empieza a comercializar el servicio de Internet de banda ancha. FTTH.

- Durante esta etapa, PTV Telecom, ya operador integrado de telecomunicaciones, localiza sus actividades en Córdoba, Madrid, Málaga, Valencia, Granada, Sevilla, Jaén, Almería y Alicante.

## Servicios
PTV Telecom ofrece la configuración de paquetes a medida para cubrir de las necesidades de cada cliente, combinando servicios de Internet de fibra, Televisión, Teléfono Fijo y Telefonía Móvil. sin ningún tipo de permanencia.

### Televisión
El transporte de señales de televisión fue el primer servicio que comercializó PTV Telecom (1985). A lo largo de más de 35 años, la oferta de canales ha ido evolucionando: tras los primeros canales de películas (vídeo comunitario) y, algo más tarde, los contenidos de proximidad (televisión local), pronto se incorporaron los primeros canales internacionales y temáticos que hoy siguen siendo la columna vertebral del casi centenar de televisiones que conforman el paquete único.
En el año 2019 PTV Telecom inicia sus emisiones en abierto a través de TDT coincidiendo con sus retrasmisiones de la Semana Santa.

### Internet
Desde la puesta en funcionamiento de este servicio, PTV Telecom ha ido ampliando sus velocidades de conexión a Internet. PTV Telecom dispone de red de fibra propia, inicialmente HFC y desde hace varios años se está sustituyendo por FTTH.

### Telefonía fija
PTV Telecom ofrece telefonía fija desde el año 2000, con opción de contratar tarifa plana de 1000 minutos, llamadas gratuitas entre clientes y distintas promociones.
PTV Telecom no exige que se contrate línea de teléfono fijo.

### Telefonía móvil
PTV Telecom comenzó a comercializar telefonía móvil en 2013, a través de la red de Orange, lo que le permitió convertirse en OMV (operador de móvil virtual).
En 2016, un acuerdo con Atos y Huawei lo convierten en OMV completo, el cuarto operador full en España.
En octubre de 2019 PTV Telecom ha mejorado todas las tarifas móviles ofreciendo una amplia variedad de opciones adaptadas a todas las necesidades.

## App Mi PTV
PTV Telecom dispone de una página web donde se puede consultar toda la oferta disponible, contratar servicios, solicitar ayuda mediante llamada o chat con un agente y también incluye un área privada para clientes. Desde esta área, el cliente puede consultar el consumo disponible, sus facturas, realizar pagos de las mismas y realizar ajustes en las líneas.
Además del acceso web, PTV Telecom ofrece una aplicación para teléfonos móviles Android e iOS. Desde esta aplicación, el cliente puede acceder su área de cliente y realizar las mismas funciones que ofrece la web.

## Operador de Operadores
Desde 2001, PTV Telecom es también proveedor de servicios de telecomunicaciones para operadores de cable: Suministra telefonía e Internet a los cable-operadores locales de Andalucía, Castilla-La Mancha, Extremadura, Comunidad Valenciana, Murcia, Ceuta y Melilla.
- Servicios de capacidad portadora y tránsito y terminación de llamadas.

- Servicio de telefonía IP para operadores, en marca blanca, sujeto a los protocolos MGCP y SIP/TRUNK SIP.

- Servicio de telefonía móvil, voz y datos, en la modalidad de marca blanca.

- Gestión de red hasta el punto de conexión con el operador.

- Servicios de soporte, en planta externa (diseño, instalación y mantenimiento de la red de fibra híbrida coaxial (HFC, Hybrid Fiber Coaxial)) y en planta interna (diseño, instalación y mantenimiento de los equipos de transmisión y de conmutación).

- Suministro de equipos: Terminales telefónicos (fijos, móviles, analógicos, IP…), routers, MTA, MTA wifi, cablemódems, ATA, ONT…, cualquier modalidad de cable (coax, UTP, RG6, FO…), cabeceras (GPON, DOCSIS), switches, servidores, etc.

## Televisión Local
Aunque Procono incluye pequeños espacios de producción propia desde prácticamente sus inicios, es en 1987 cuando se inician las emisiones regulares de la televisión local.

### PTV Córdoba
Los primeros estudios de la televisión local de PTV en Córdoba se ubicaron, en 1987, en la avenida de las Ollerías.
En la actualidad, dichos estudios se ubican en la Avenida de Cádiz de la misma localidad.

### PTV Málaga
Casi al mismo tiempo que en Córdoba (1987), Procono inauguró, en la avenida de Europa, los primeros estudios de PTV Málaga. En la actualidad se encuentran en calle Alderete.
En sus inicios, PTV Málaga complementaba la emisión de películas (era la etapa del vídeo comunitario) con la programación de contenidos locales.

### PTV Granada
Empieza a emitir en septiembre de 2020 con sede en la calle Fernando de los Ríos (Armilla)

### PTV Sevilla
Comienza su emisión en pruebas el 27 de noviembre de 2020, teniendo su sede en la avenida de las Palmeras (Sevilla) Desde febrero de 2021 emite de forma regular.

### PTV Linares
Antiguamente se llamaba Televisión Linares, se encuentra en la calle Pintor el Greco (Linares)

### PTV Almería
Comenzó sus emisiones el 7 de noviembre de 2022. Su sede se encuentra en Calle Marruecos de la capital. 

### PTV Valencia (desaparecido)
Durante más de diecisiete años (1987-2004), emitió PTV Valencia, a través de la red de cable de PTV Telecom.
Los primeros estudios estuvieron en la calle Chile. Posteriormente se trasladaron a la calle Ciudad de Mula.

## Reconocimientos
En 2014, PTV Telecom fue el primer operador integrado de telecomunicaciones que ofertó a sus clientes la posibilidad de contratar una conexión de Internet de 1 Gb simétrico (1.000 Mb de subida, 1.000 Mb de bajada) en su nueva red de fibra óptica.[cita requerida]
En 2017, PTV Telecom fue reconocida por la OCU como la empresa mejor valorada y la segunda que mejor servicio de telefonía móvil ofrece.